# 淳祐 (南宋)
淳祐（じゅんゆう）は、中国・南宋の理宗の治世に使用された元号。1241年 - 1252年。

## 西暦・干支との対照表
| 淳祐 | 元年   | 2年    | 3年    | 4年    | 5年    | 6年    | 7年    | 8年    | 9年    | 10年   |
| 西暦 | 1241年 | 1242年 | 1243年 | 1244年 | 1245年 | 1246年 | 1247年 | 1248年 | 1249年 | 1250年 |
| 干支 | 辛丑   | 壬寅   | 癸卯   | 甲辰   | 乙巳   | 丙午   | 丁未   | 戊申   | 己酉   | 庚戌   |
| 淳祐 | 11年   | 12年   |        |        |        |        |        |        |        |        |
| 西暦 | 1251年 | 1252年 |        |        |        |        |        |        |        |        |
| 干支 | 辛亥   | 壬子   |        |        |        |        |        |        |        |        |

## 出来事
- 嘉熙4年
  - 10月3日：翌年より踰年改元の詔が下る。
- 淳祐元年
  - 正月15日：朱熹・周敦頤・張載・二程らが孔子廟に従祀。これから道学が儒学の正統となる。
  - 7月：和議を求めに来たモンゴルの使者が抑留される。
  - 11月16日：モンゴル軍が安豊を包囲したが、余玠の迎撃を受けて逃げる。
- 淳祐2年
  - 2月：モンゴル軍が淮東・四川に侵寇する。
  - 12月18日：孟珙が京湖安撫制置大使、余玠が四川安撫制置使に任ぜられる。
- 淳祐3年
  - 3月：合州の釣魚山に築城する。
  - 7月17日：大安軍がモンゴル軍により侵される。
- 淳祐4年
  - 5月：モンゴル軍が寿春を包囲したが、呂文徳の迎撃を受けて逃げる。
  - 8月15日：州県の租税を苛酷に取ることを禁ずる詔勅が出る。
  - 12月4日：宰相の史嵩之が父の喪を理由に失脚する。
- 淳祐5年
  - 5月14日：沿江・湖南・江西・湖広・両浙に輕捷戦船を建造し、遊撃の壮士を置くという詔勅が出る。
  - 7月：モンゴル軍が揚州に侵入してから去る。
- 淳祐6年
  - 正月元日：国用所が設置される。
  - 5月22日：諸鎮に動員令を下し、辺境の守備を厳しくする詔勅が出る。
  - 9月3日：孟珙死去。後任には賈似道が京湖制置使として赴任。
  - 12月：モンゴル軍が京湖・江淮に侵寇する。
- 淳祐7年
  - 2月8日：会子の使用期限を廃する。
  - 6月27日：両淮・襄陽・四川に戦禍による死者の遺体を探し、これを収拾せよという詔勅が出る。
  - 8月：呂文徳が泗州にてモンゴル軍を撃退する。
- 淳祐8年
  - 5月18日：余玠が兵部尚書、賈似道が刑部尚書を兼ねる。
- 淳祐9年
  - 3月7日：世界初の法医学者の宋慈が死去。
- 淳祐10年
  - 2月9日：沿海の山奥・海島に保甲を置き、銅銭の流出と会子の偽造を取り締まらせる。
  - 9月1日：賈似道が両淮制置大使に転任となる。
  - 11月：余玠の率いる宋軍が漢中へ北上し、興元府を攻める。
- 淳祐11年
  - 正月28日：沿江・沿海の州郡に水軍の制を厳しくする詔勅が出る。
  - 4月17日：『淳祐条法事類』が完成される。
  - 4月27日：宋軍が襄陽を奪還する。
- 淳祐12年
  - 2月：モンゴル軍が京湖に侵寇したが、宋軍の守備に阻まれ去る。
  - 8月25日：会天暦が施行される。
  - 8月29日：翌年より「宝祐」へ踰年改元の詔が下る。
  - 10月：成都に侵寇したモンゴル軍が敗退する。

## 他の王朝
- モンゴル帝国 - 太宗オゴデイの13年 - 憲宗モンケの2年